# Cerkiew św. Mikołaja w Dobrym Mieście
Cerkiew świętego Mikołaja w Dobrym Mieście – świątynia wybudowana w latach 1736–1741 na podstawie zezwolenia biskupa Krzysztofa Jana Szembeka.
Z zewnątrz elewacja ceglana, wewnątrz bielona, posiada pilastry i sklepienie żaglowe. Świątynia posiada barokowe ołtarze z XVII i XVIII wieku, w lewym obraz barokowy, w prawym ikona. W nawie głównej szeroki, współczesny ikonostas. Do 1945 roku świątynia pełniła funkcję kaplicy szpitalnej. Od 1958 roku jest cerkwią greckokatolicką.

## Galeria

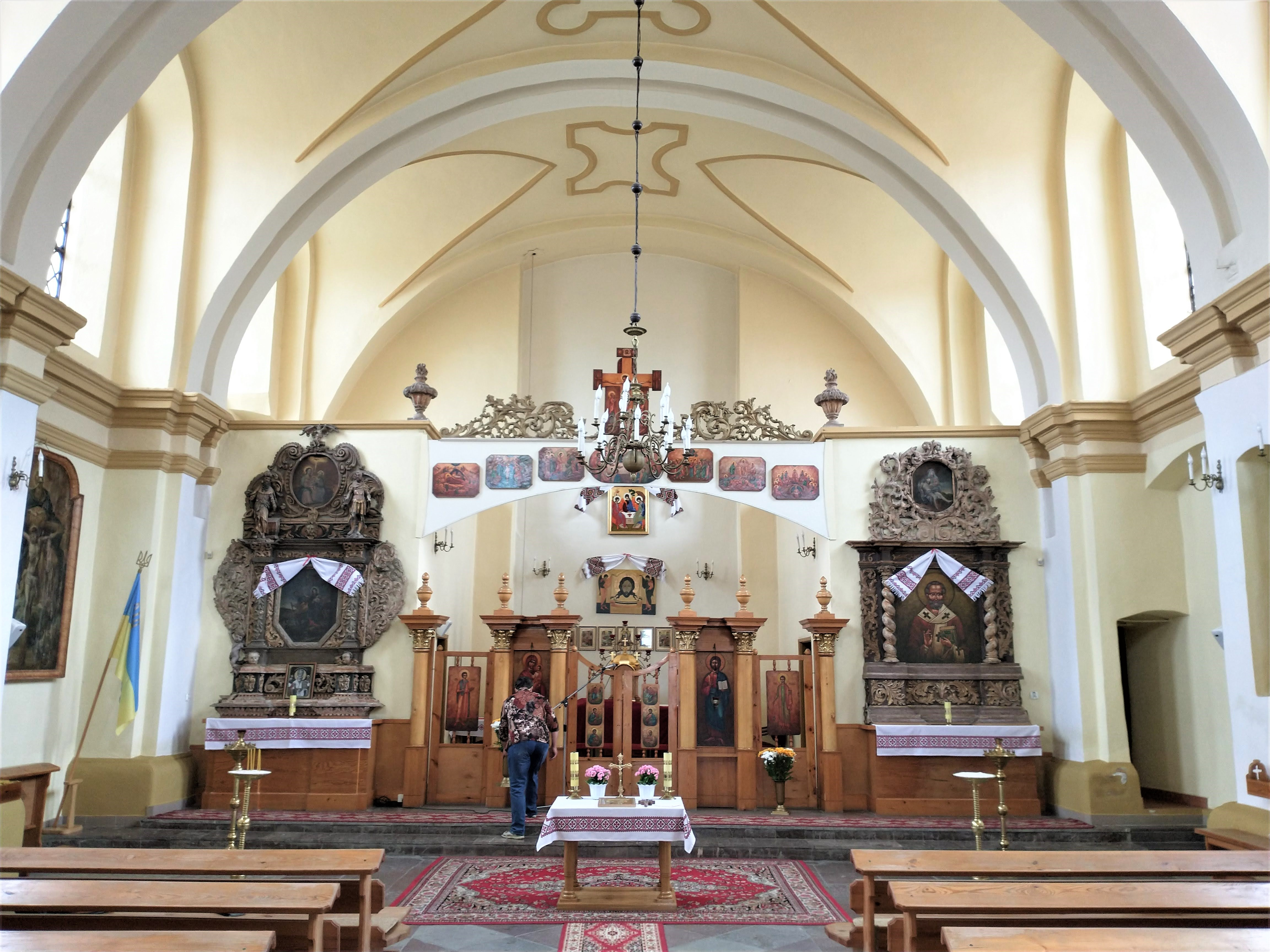
Wnętrze i ikonostas
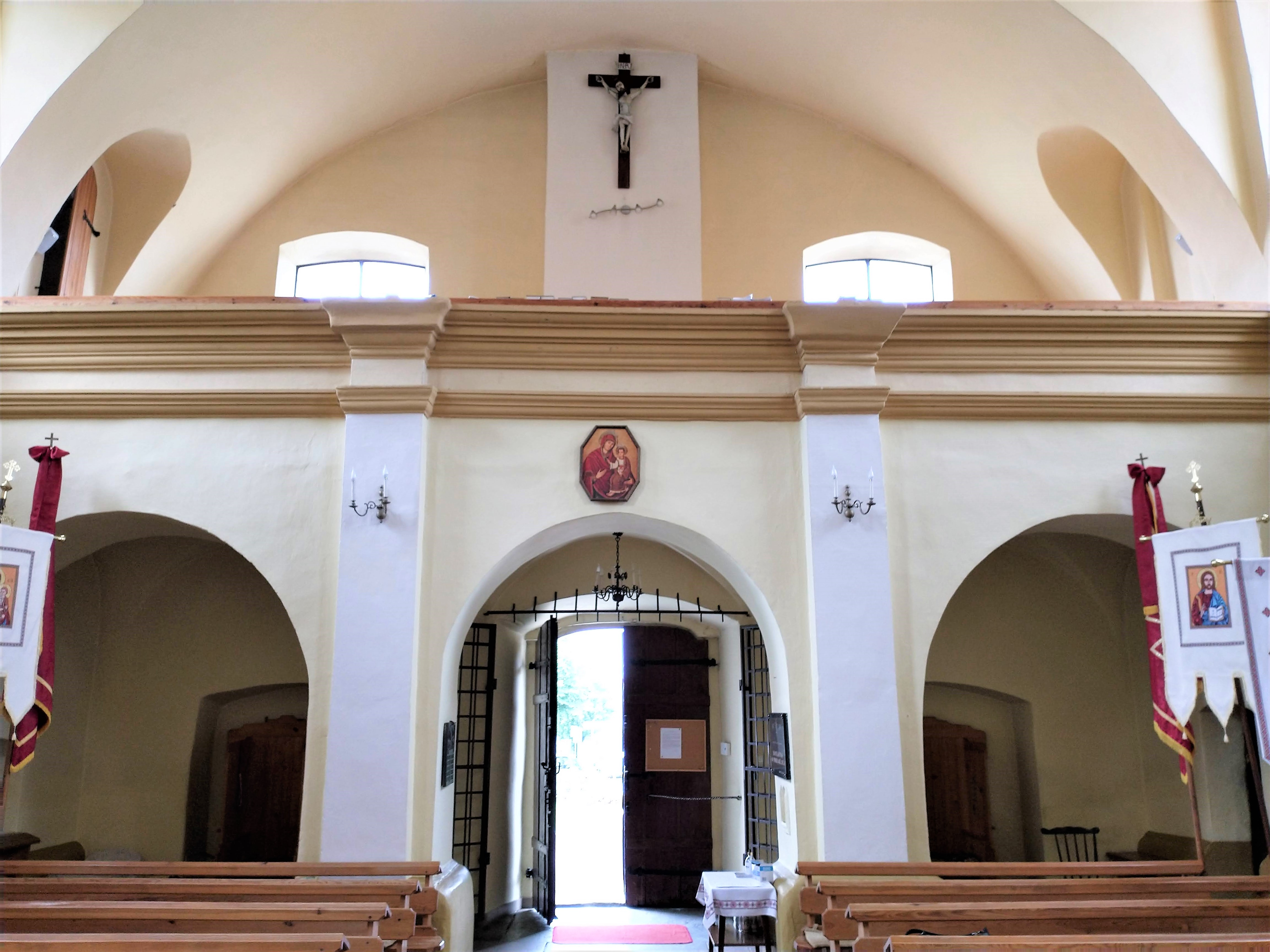
Chór organowy
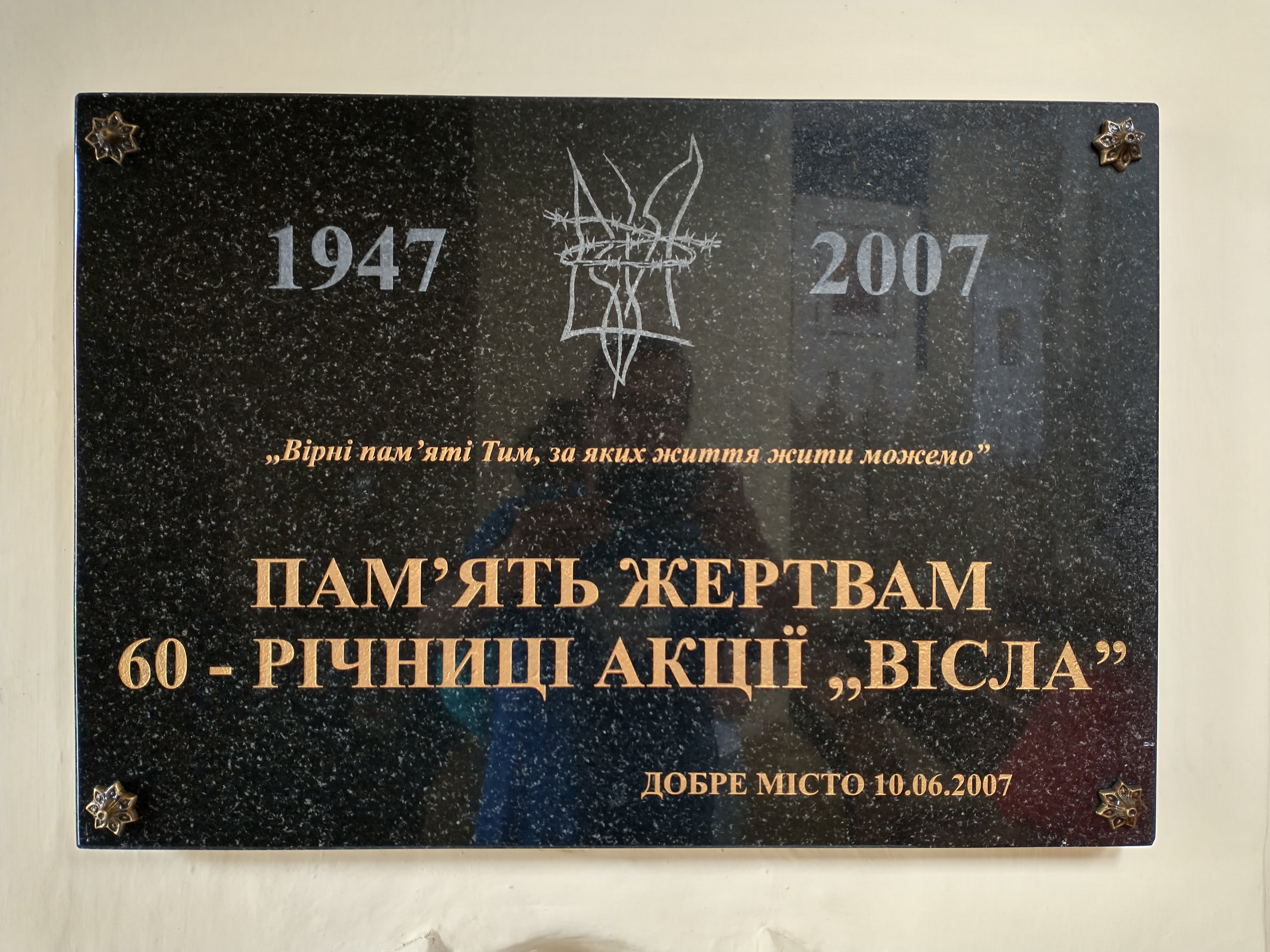
Tablica ofiar Akcji Wisła